# موكيش تيواري
موكيش تيواري هو ممثل هندي، ولد في 21 مايو 1962 في الهند.

## أعمال

### أفلام
- (2010) هيللو دارلينغ
- (2015) دلوالي[3]

## وصلات خارجية
- موكيش تيواري على موقع IMDb (الإنجليزية)
- موكيش تيواري على موقع قاعدة بيانات الفيلم (الإنجليزية)